# Joost Klein
Joost Klein (n. 10 noiembrie 1997, Leeuwarden, Provincia Frizia, Țările de Jos) este un cântăreț, rapper și fost Youtuber neerlandez care cântă în principal în genul happy hardcore.

## Viața Personală
Joost Klein s-a născut pe 10 Noiembrie 1997 în Leeuwarden, Friesland și a crescut in satul Britsum. În anul 2008, a creat un canal de youtube sub numele de „EenhoornJoost” (UnicornulJoost). A studiat la Stedejlik Gymnasium în orașul natal, dar nu a terminat școala. La vârsta de 12 ani, tatăl său a murit de cancer, urmând ca in 2011 mama sa, să își piardă viața din cauza unui stop cardiac. După aceste evenimente nefericite, el a fost crescut de fratele său mai mare precum și de sora sa.

## Stil artistic
Stilul muzical al lui Joost combină elemente de Rap și Hip hop cu muzică electronică, precum Hardcore techno sau gabber. În versurile sale predomină elemente de umor, cu referințe la pop culture, meme-uri și glume de pe internet, dar și tributuri pentru părinții săi decedați, artistul folosind muzica și ca o modalitate de a își exprima și vindeca traumele lăsate de moartea acestora. 
Joost abordează o identitate vizuală nonconformistă, cu multe elemente ironice și referințe la cultura anilor 2000, jocuri video și diverse branduri, uneori parodiind logo-uri sau elemente vizuale celebre și adaptându-le la contextul lui artistic, acest proces fiind vizibil mai ales în clipurile muzicale sau în creația posterelor și materialelor promoționale pentru concerte sau evenimente. 

## Cariera

### 2017-2018
Cât timp era youtuber, Klein își lanseaza primul material muzical, un EP intitulat „Dakloos” (engleză „Homeless”). După lansarea acestui EP, a inceput să se concentreze pe cariera muzicală. „Bitches” a fost primul său videoclip muzical ajuns la un milion de vizualizări. Pentru o scurtă perioada de timp în 2017 și 2018, a fost semnat la casa de discuri olandeză TopNotch dar, in cele din urmă a decis să își infințeze propria casă de discuri pe care, a numit-o „Albino Records”.
Pe data de 20 Octombrie 2017 Klein, lansează mixtape-ul intitulat „Scandinavian Boy” urmând ca in 2018 să lanseze melodile: „Meeuw" (engleză Seagull) și „Ome Robert" (engleză Uncle Robert).În August 2018, el și rapper-ul neerlandez Donnie lansează albumul „M van Marketing".
În data de 14 Noiembrie 2018, Joost lansează o carte de poezii, pe care a numit-o după casa de discuri înfințată. Klein, a menționat că a scris cartea pentru că tatăl său care a scris și el cărți l-a incurajat să facă la fel.

### 2019-2024
În 15 Noiembrie 2019, lansează albumul „1983”, titlul se referă la anul de naștere al fratelui său. Pentru realizarea albumului Klein, a colaborat cu producătorii muzicali: Mick Speck, Kauwboy și Tantu Beats.
În 24 Aprilie 2020, lansează albumul „Joost Klein 7" care are șapte melodii. Pe una din melodii, acesta a colaborat cu rapper-ul canadian bbno$.
În Martie 2022, El a colaborat cu muzicianul rus Ruslan Sergeyevich Tushentsov pentru melodia „Jackass". 
În Februarie 2023, a lansat o melodie cu the Village Boys, din St. Petersburg. Joost a spus, că melodia cu Ruslan Sergeyevich Tushentsov a fost inregistrată inainte ca Rusia să invadeze Ucraina. Despre colaborarea cu the Village Boys a spus, că melodia a fost inregistrată după ce, trupa a părăsit Rusia, din cauza invaziei. De asemenea a spus că nu este pro-rus. 
În 2024, acesta a publicat pe contul său de TikTok, câteva filmulețe cu rapper-ul finlandez Käärijä (reprezentat al Finlandei la Eurovision 2023). La rândul său Käärijä, postează și el un filmuleț cu Joost.
În data de 12 iulie 2024, Joost și Käärijä lansează melodia TRAFIK!, aceasta fiind prima colaborare muzicală între cei doi artiști. Până la data curentă (30 ianuarie 2025), piesa a strâns peste 3.5 de milioane de vizualizări
În data de 11 octombrie 2024, a lansat melodia intitulată Filthy Dog, piesă care până la data de 30 ianuarie 2025, a adunat peste 1.5 de milioane de vizualizări

### 2025-prezent
În data de 24 ianuarie 2025, a lansat melodia intitulată "funny onion song", o melodie în care cântă despre ceapă

## Participarea la Eurovision, Controversele Apărute și Descalificarea
Tot în 2023, Klein, și-a exprimat dorința de a reprezenta Olanda, la Eurovision 2024.Progaramul de radio neerlandez VoorAan, a lansat o petiție în încercarea de a realiza acest obiectiv. În 11 Decembrie 2023, programul de radio și tv AVROTROS a anunțat că obiectviul a fost indeplinit și că el va reprezenta țara la Eurovision 2024.
În 29 Februarie 2024, Klein lansează melodia „Europapa", melodia cu care a reprezentat Olanda.

### Controversele și Descalificarea Înainte de Marea Finală
Joost s-a calificat în Marea Finală și urma să cânte pe poziția 5. Lui Klein i-a fost interzis să participe la repetiții din cauza unui incident petrecut în culise. Chiar în ziua finalei (11 Mai), EBU a anunțat că Joost a fost descalificat. Potrivit AVROTROS, artistul nu voia sa fie filmat imediat după ce coboară de pe scenă, din cauza finalului emoționant al piesei. O femeie cameraman însă nu a respectat cerința și l-a filmat oricum. Aceasta susține că Joost a devenit agresiv și a reacționat cu un gest amențător spre cameră. EBU a clarificat într-un comunicat că decizia de a îl descalifica pe Joost nu a implicat un alt interpret sau membru al delegației. Detaliile sunt neclare, dar Poliția Suedeză a comunicat că procesul va fi accelerat din cauza dovezilor și a lipsei severității cazului. 
The Guardian, a publicat un articol în care spune că Joost, ar putea fi acuzat, conform poliției. În cazul în care va fi găsit vinovat, acesta riscă amendă.
În august 2024, BBC a raportat că Joost, nu va fi judecat și că este nevinovat.